# Tilghman Island
Tilghman Island (île de Tilghman) est une île de la baie de Chesapeake qui fait partie du comté de Talbot dans le Maryland, (États-Unis).

## Historique
Initialement connue sous le nom de Great Choptank Island, l'île s'est identifiée à une série de familles locales. Elle appartenait à la famille de Matthew Tilghman (en) depuis 1752 et est connue depuis sous le nom d'île de Tilghman. Pendant la Guerre anglo-américaine de 1812, l'île a été brièvement occupée par les Britanniques, qui ont obtenu des provisions pour leurs forces militaires. La communauté de Tilghman est apparue dans les années 1840. L'économie est passée de l'agriculture à une plus grande dépendance à l'égard de l'huître et de la pêche à mesure que les marchés se développaient à Baltimore et à Washington, aidés par le service de bateaux à vapeur dans les années 1890.
L'île a été le lieu de construction de nombreux bateaux ostréicoles à voile, comme les shipjacks dont un grand nombre sont classés au Registre national des lieux historiques, comme le E.C. Collier exposé au Chesapeake Bay Maritime Museum à Saint Michaels.

## Galerie

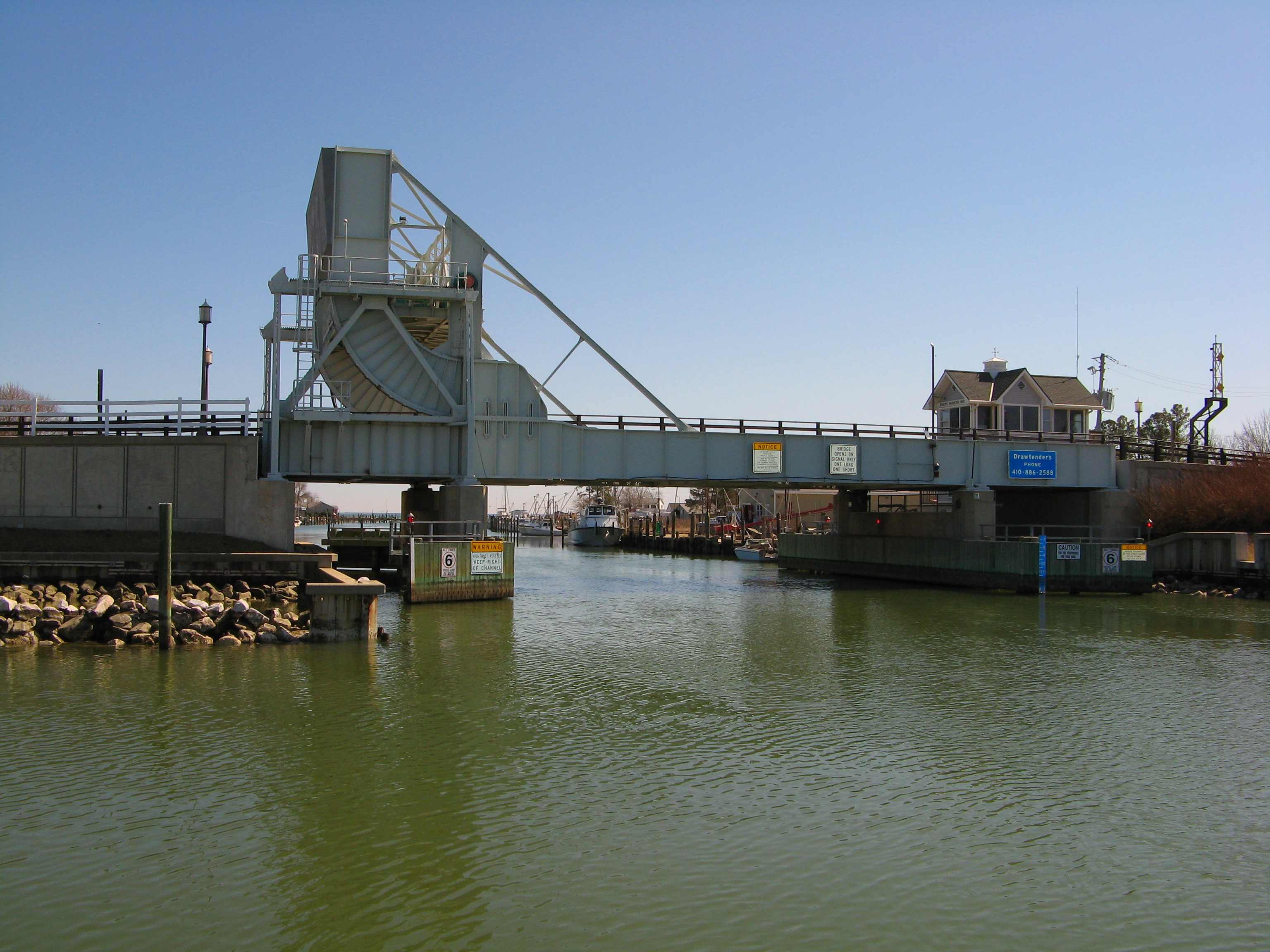
Le pont-levis Knapps Narrows
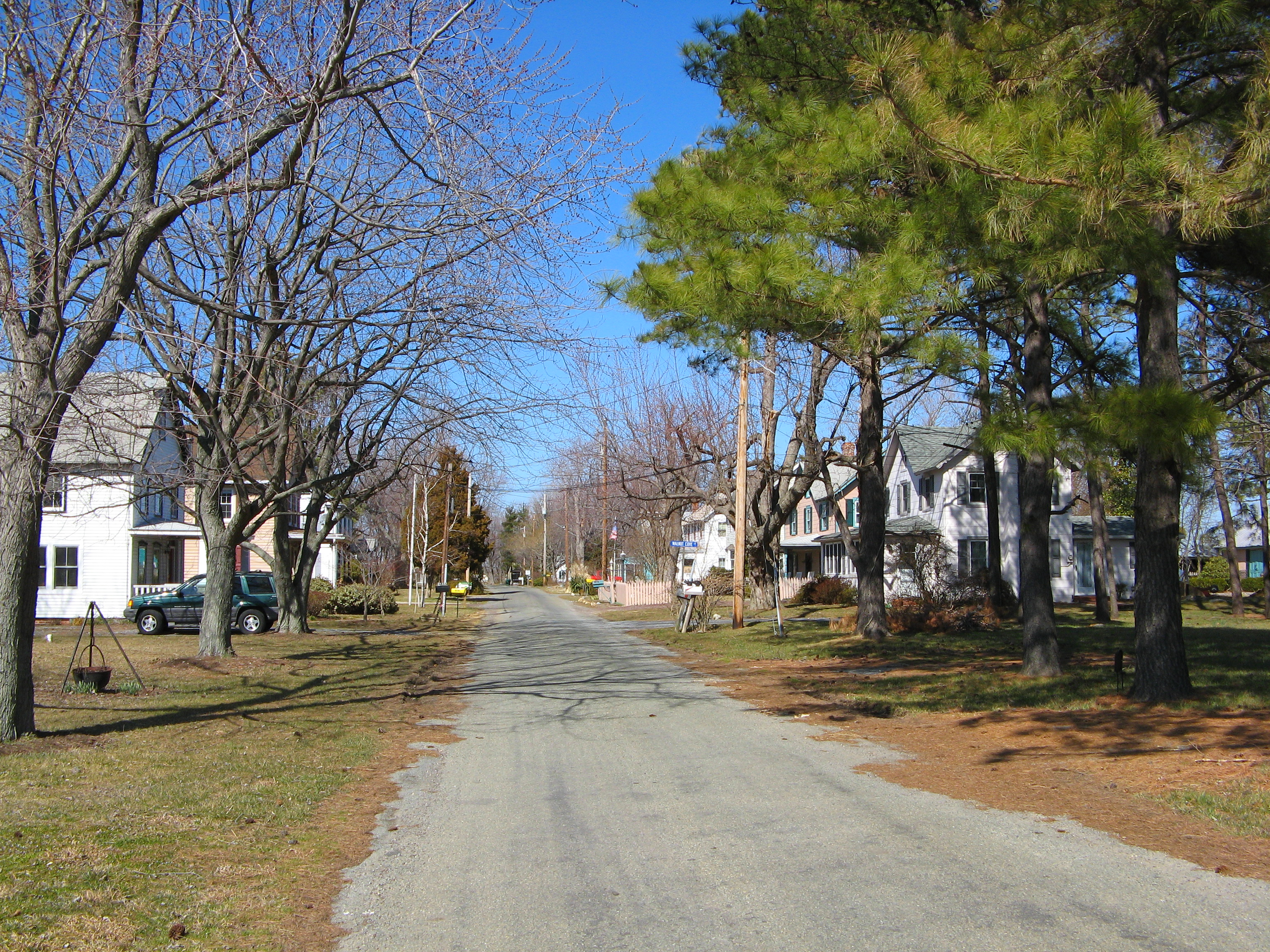
Résidence sur l'île
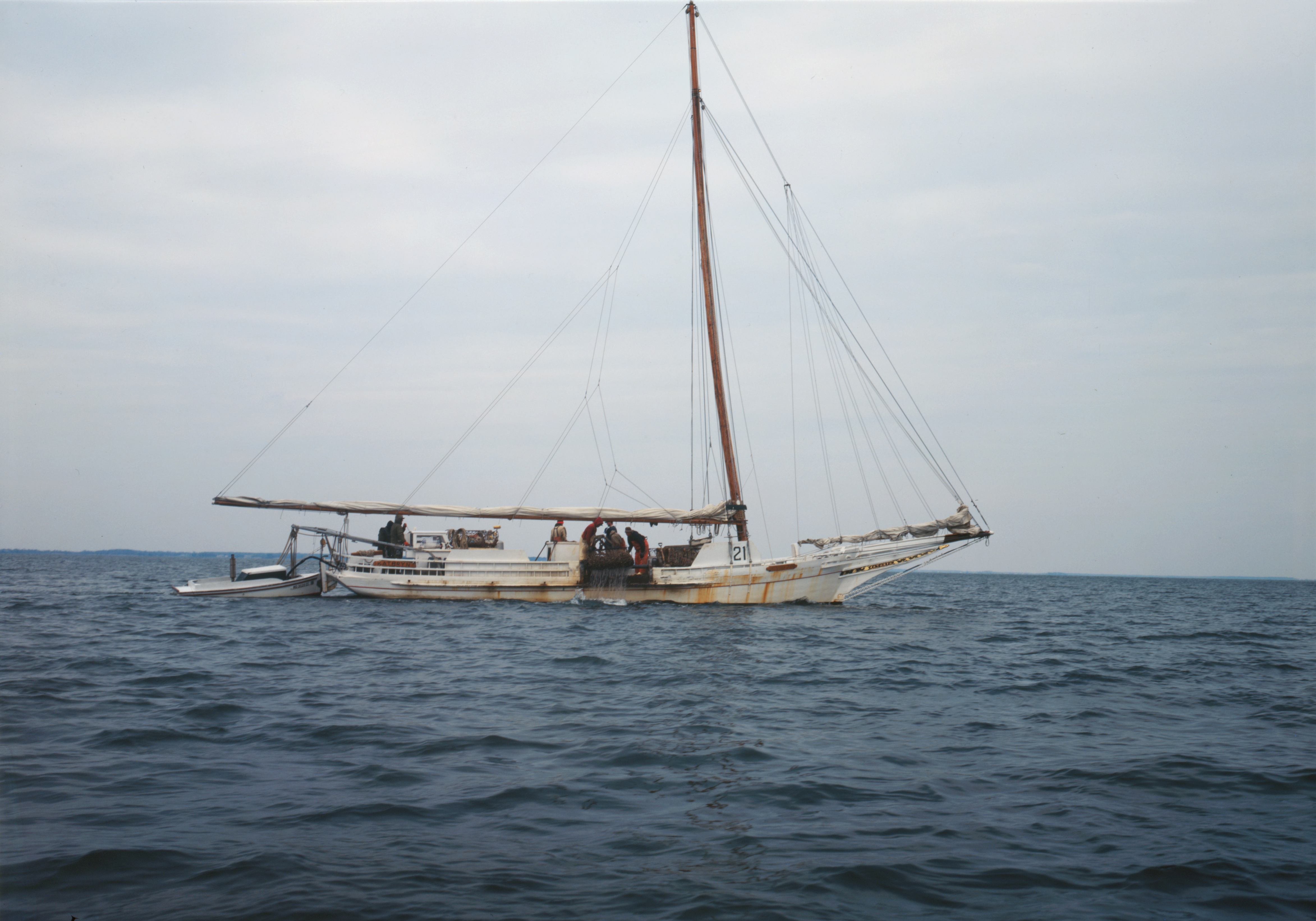
Skipjack Kathryn